# Peter Stamm
Pour les articles homonymes, voir Stamm.
Compléments
Association suisse pour la protection du climat
Peter Stamm, né le 18 janvier 1963  à Münsterlingen, est un écrivain et journaliste suisse.

## Biographie
Peter Stamm a suivi des études de psychologie et a fait de nombreux voyages. Depuis 1990, il travaille comme auteur et journaliste. Il écrit en langue allemande.
Son premier roman Agnès paraît en traduction française en 2000. En 2002, son troisième roman Paysages aléatoires, selon la revue littéraire Le Matricule des anges : « confirme l’univers si singulier de Peter Stamm. Avec son écriture sèche, dépouillée jusqu’à l’extrême, ses personnages en apparence ordinaires mais traversés par d’insoupçonnables tensions, il semble puiser sa source dans le cinéma d’Ingmar Bergman ».
Sept ans est publié en 2010, l'histoire d'un « triangle amoureux ». Pour la critique de la revue Télérama : « Ce nouveau roman de l'écrivain suisse allemand Peter Stamm a quelque chose de chancelant, de fuyant, d'une puissance envoûtante. Sur le thème du triangle amoureux, l'auteur déjà remarqué d'un premier roman obsessionnel (Agnès, 2000) parvient à créer un brouillard où tout semble se désagréger, surtout les nobles sentiments. ».
En 2018, dans La Douce Indifférence du monde, « un homme rencontre son double et retrouve, inchangée, une jeune femme perdue depuis longtemps » selon le quotidien Le Monde. La critique de la revue Télérama mentionne : « En courts chapitres incisifs, d’autant plus étranges et envoûtants qu’ils décrivent avec précision et sans état d’âme une sorte d’ordinaire du quotidien, Peter Stamm fait pénétrer un univers où les fantasmes et les rêves, les souvenirs et les regrets dansent de poignantes et tristes sarabandes. Son bref récit, curieusement, se lit comme un thriller, d’apparitions en disparitions. »
Peter Stamm a également écrit pour la jeunesse, dont l'ouvrage Alors on a déménagé, sur des illustrations de Jutta Bauer. Il figure dans la « Honour List » 2006 dans la catégorie Auteur, liste d'ouvrages jeunesse internationaux choisis par l'Union internationale pour les livres de jeunesse (IBBY).
Fabienne Pascaud écrit dans Télérama en 2018 : 

« De l'écrivain suisse allemand Peter Stamm, on aime les atmosphères indécises et mélancoliques, hantées de mystères sous l'apparente banalité des situations et des choses. »

## Œuvres

### Œuvres traduites en français
- Agnès [« Agnes »], trad. de Nicole Roethel, Paris, éditions Christian Bourgois, 2000, 177 p.  (ISBN 2-267-01548-X)
- Verglas [« Blitzeis »], trad. de Nicole Roethel, Paris, éditions Christian Bourgois, 2001, 160 p.  (ISBN 2-267-01576-5)
- Paysages aléatoires[3] [« Ungefähre Landschaft »], trad. de Nicole Roethel, Paris, éditions Christian Bourgois, 2002, 220 p.  (ISBN 2-267-01635-4) - rééd. 2015  (ISBN 978-2-267-02733-4)
- D’étranges jardins [« In fremden Gärten »], trad. de Nicole Roethel, Paris, éditions Christian Bourgois, 2004, 171 p.  (ISBN 2-267-01734-2) - rééd. 2015  (ISBN 978-2-267-02734-1)
- Alors on a déménagé [« Warum wir vor der Stadt wohnen »], ill. de Jutta Bauer, Genève, Suisse, Éditions Joie de Lire, 2005, 42 p.  (ISBN 978-2-88258-257-7)
- Un jour comme celui-ci [« An einem Tag wie diesem »], trad. de Nicole Roethel, Paris, éditions Christian Bourgois, 2007, 238 p.  (ISBN 978-2-267-01899-8)
- Comme un cuivre qui résonne [« Wir fliegen »], trad. de Nicole Roethel, Paris, éditions Christian Bourgois, 2008, 184 p.  (ISBN 978-2-267-02010-6)
- Heidi [« Heidi »], d'après Johanna Spyri, ill. de Hannes Bindertrad., trad. de Genia Català, Genève, Suisse, Éditions Joie de Lire, 2009, 42 p.  (ISBN 978-2-88908-003-8)
- Sept ans[10],[4],[11] [« Sieben Jahre »], trad. de Nicole Roethel, Paris, éditions Christian Bourgois, 2010, 272 p.  (ISBN 978-2-267-02073-1)[6],[5]
- Au-delà du lac [« Seerücken »], trad. de Nicole Roethel, Paris, éditions Christian Bourgois, 2012, 174 p.  (ISBN 978-2-267-02278-0)[12]
- Tous les jours sont des nuits [« Nacht ist der Tag »], trad. de Pierre Deshusses, Paris, éditions Christian Bourgois, 2014, 210 p.  (ISBN 978-2-267-02685-6)
- L'Un l'autre[13] [« Weit über das Land »], trad. de Pierre Deshusses, Paris, éditions Christian Bourgois, 2017, 176 p.  (ISBN 978-2-267-02986-4)
- La Douce Indifférence du monde[7],[14],[8] [« Die sanfte Gleichgültigkeit der Welt »], trad. de Pierre Deshusses, Paris, éditions Christian Bourgois, 2018, 144 p.  (ISBN 978-2-267-03087-7)

## Récompenses et distinctions
Peter Stamm a reçu une vingtaine de prix ou récompenses, dont :
- 2003 : Prix des auditeurs de la RTS 2003 pour Paysages aléatoires[15]
- 2006 : (international) « Honour List » 2006[9] de l'IBBY pour Alors on a déménagé
- 2014 : Prix Friedrich Hölderlin
- 2017 : Prix Schiller de la Banque Cantonale de Zürich pour L'un l'autre
- 2018 : Prix suisse du livre  pour La Douce Indifférence du monde